# Jordanien i olympiska spelen
Jordanien har deltagit i elva olympiska spel, vartenda sedan 1980 och tagit tre medaljer.  Landet har inte ställt upp i olympiska vinterspelen.

## Medaljer
| Guld | Silver | Brons | Totalt antal medaljer |
| ---- | ------ | ----- | --------------------- |
| 1    | 1      | 1     | 3                     |

### Medaljer efter sommarspel
| Spel             | Guld | Silver | Brons | Totalt |
| Moskva 1980      | 0    | 0      | 0     | 0      |
| Los Angeles 1984 | 0    | 0      | 0     | 0      |
| Seoul 1988       | 0    | 0      | 0     | 0      |
| Barcelona 1992   | 0    | 0      | 0     | 0      |
| Atlanta 1996     | 0    | 0      | 0     | 0      |
| Sydney 2000      | 0    | 0      | 0     | 0      |
| Aten 2004        | 0    | 0      | 0     | 0      |
| Peking 2008      | 0    | 0      | 0     | 0      |
| London 2012      | 0    | 0      | 0     | 0      |
| Rio 2016         | 1    | 0      | 0     | 1      |
| Tokyo 2021       | 0    | 1      | 1     | 2      |
| Totalt           | 1    | 1      | 1     | 3      |